# Ranchería Ciénega Prieta
Ranchería Ciénega Prieta är en ort i Mexiko.   Den ligger i kommunen Guachochi och delstaten Chihuahua, i den nordvästra delen av landet, 1 200 km nordväst om huvudstaden Mexico City. Ranchería Ciénega Prieta ligger 2 503 meter över havet och antalet invånare är 269.
Terrängen runt Ranchería Ciénega Prieta är varierad. Runt Ranchería Ciénega Prieta är det mycket glesbefolkat, med 6 invånare per kvadratkilometer. Närmaste större samhälle är Rancho Seco, 20,0 km nordost om Ranchería Ciénega Prieta. I omgivningarna runt Ranchería Ciénega Prieta växer huvudsakligen savannskog.